# Hackedbox
Hackedbox patří mezi správce oken pro X Window System. Vydáván je pod licencí GPL autorem s přezdívkou Scrudge. Vznikl rozebráním kódů okenního správce Blackboxu s cílem odstranit z něj přebytečné programy.

## Zaměření
Je zaměřen převážně na méně výkonné počítače (a zařízení s podobným cílem, tedy například notebooky), neboť má minimální množství funkcí s možností jejich hlubšího nastavení pouze přes konfigurační soubory.
Podporuje 32bitové i 64bitové architektury procesorů.
Autory nehodlá být rozšiřován z hlediska funkcí, neustále však probíhá snaha o odstranění chyb a snížení hardwarových požadavků.

## Používání
U Hackedboxu lze úpravit dekorace oken, hlavní nabídku ("kořenové menu"), tapetu plochy a spoustu dalšího, přičemž úprava těchto funkcí probíhá přes konfigurační soubory.
Dále do terminálu vkládá nové příkazy, sloužící jak pro získání informací (jeho verze), tak i pro hlubší nastavení.
Samotný Hackedbox neobsahuje v základu žádný program, který by umožňoval využívat klávesové zkratky, avšak tuto funkci přidává mu externí program Epist.